# 車行 (地名)
車行，是臺灣臺南市永康區的一個傳統地域名稱，位於該區東北部。相較於今日行政區，其範圍大致包括王行里東北部、三民里東南部邊界地帶的中央大段。
本地區境內主要聚落為車行，設有永康工業區（部分）、永康科技工業區（部分）。

## 歷史
台灣日治初期，車行地區為一街庄，稱為「車行庄」（舊制街庄），隸屬於廣儲東里。該庄昔日西南邊北段及西北邊與三崁店庄為鄰，東北與社內庄、番仔藔庄、北勢庄為鄰，東南邊為唪口庄，西南邊南至中段為王田庄、蜈蜞潭庄。
1901年（日治明治三十四年）11月11日，全台廢縣廳改設二十廳，該庄隸屬於臺南廳。1904年（明治三十七年）3月31日，該庄編入「廣儲區」，隸屬於臺南廳。1909年（明治四十二年）10月25日，全台合併二十廳為十二廳，廣儲區仍隸屬於臺南廳。1920年（大正九年）10月1日，全台地方制度大改正，廢十二廳改設五州二廳，該庄改制為「車行」大字，隸屬於臺南州新豐郡永康庄（新制街庄）。
戰後永康庄改制為永康鄉，隸屬於臺南縣，大字亦改制為村。1950年（民國39年）10月25日，雲、嘉、南分治，永康鄉仍隸屬於臺南縣。1993年（民國82年）5月1日，永康鄉升格為永康市，村亦改制為里。2010年（民國99年）12月25日，臺南縣、市合併為直轄臺南市，永康市改制為永康區。

## 聚落
本地區發展較早的聚落為車行，在日治初期的官方地圖上已有記載。

## 交通
台鐵縱貫線是台灣西部南北向鐵路幹線，經過本地區西北部。最近的車站在東北側為新市車站，在西南側為永康車站。前者屬三等站，停靠部分區間快車及全部區間車屬；後者屬二等站，停靠部分自強號、莒光號，及全部區間快車、區間車；由此等可前往台鐵沿線各站。
省道台1線又稱「縱貫公路」，是臺北至楓港的傳統平面幹道，經過本地區西北部。由該道路北行可前往新市區、善化區、官田區、六甲區等地，南行可前往東區/南區、仁德區、高雄市湖內區、路竹區等地。
區道南141線是車行至西勢的道路，其北側端點（起點）位於本地區西北部的省道台1線路口，由此向東南會經過本地區主聚落。

## 產業
- 永康工業區（部分）
- 永康科技工業區（部分）